# Jaap de Hoop Scheffer

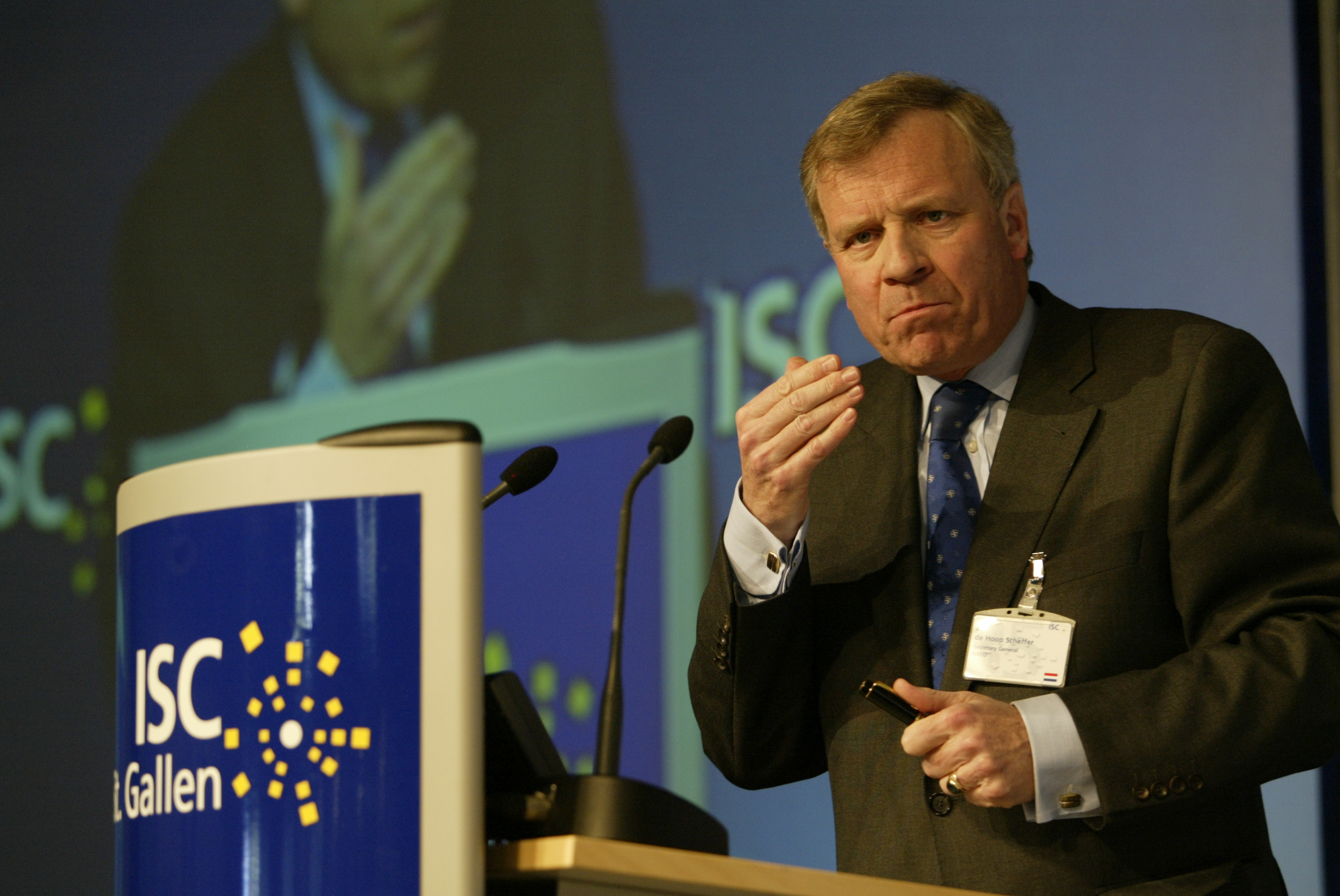
Jaap de Hoop Scheffer im Mai 2005 am 35. St. Gallen Symposium

Jakob Gijsbert (Jaap) de Hoop Scheffer (* 3. April 1948 in Amsterdam) ist ein niederländischer Politiker (CDA) und Diplomat. Er war von 1997 bis 2001 politischer Leiter der Partei Christen-Democratisch Appèl, von Juli 2002 bis Dezember 2003 Außenminister der Niederlande und von Januar 2004 bis Juli 2009 NATO-Generalsekretär. 

## Leben
Jaap de Hoop Scheffer studierte Rechtswissenschaften an der Universität Leiden. Nach seinem Studium leistete er seinen Militärdienst bei der Koninklijke Luchtmacht, am Ende als Reserveoffizier. Im Anschluss arbeitete de Hoop Scheffer von 1976 bis 1986 beim niederländischen Außenministerium, wo er die ersten beiden Jahre in der niederländischen Botschaft in Ghana stationiert war. Von 1978 bis 1980 war Scheffer Sekretär in der Ständigen Vertretung der Niederlande beim NATO-Hauptquartier in Brüssel. Anschließend diente er bis 1986 als Leiter des Ministerbüros (secretaris) vier verschiedenen Außenministern, zuletzt unter Hans van den Broek (CDA).
De Hoop Scheffer trat 1979 der linksliberalen Partei Democraten 66 bei, wechselte 1982 aber aus Anlass des NATO-Doppelbeschlusses und der Stationierung amerikanischer Marschflugkörper in den Niederlanden (was die D66 ablehnten) zum Christen-Democratisch Appèl. Bei der Parlamentswahl 1986 wurde er in die Zweite Kammer der Generalstaaten gewählt, der er vier Legislaturperioden bis 2002 angehörte – zunächst als Sprecher für auswärtige Angelegenheiten seiner Fraktion. 
Von März 1997 bis September 2001 war de Hoop Scheffer Vorsitzender der CDA-Fraktion in der Zweiten Kammer und zugleich politischer Führer (politiek leider) seiner Partei. Damit war er auch Oppositionsführer gegen die sozial-liberale („lila“) Regierung unter Wim Kok. Bei der Parlamentswahl 1998 war de Hoop Scheffer Spitzenkandidat (lijsttrekker) des CDA. Seine Partei verlor bei der Wahl fünf Sitze und kam hinter den regierenden Sozialdemokraten und Rechtsliberalen nur noch auf den dritten Platz. Am 1. Oktober 2001 löste ihn Jan Peter Balkenende als Partei- und Fraktionschef ab. 
Vom 22. Juli 2002 bis 3. Dezember 2003 war de Hoop Scheffer Außenminister (Minister van Buitenlandse Zaken) in den CDA-geführten Mitte-rechts-Regierungen Kabinett Balkenende I und II. Im Vorfeld des Irakkriegs erklärten Balkenende und de Hoop Scheffer – trotz entgegenstehender öffentlicher Meinung – politische Unterstützung für die US-geführte Invasion. Die Niederlande gehörten also zur Koalition der Willigen, nahmen aber zunächst nicht an den Militäroperationen teil, sondern entsandten erst nach Abschluss der Invasion ein Truppenkontingent von 1100 Soldaten in den Irak. Als Vorsitzender der Organisation für Sicherheit und Zusammenarbeit in Europa (OSZE) vermittelte de Hoop Scheffer während der Unruhen in Georgien. Er setzte sich außerdem für die EU-Osterweiterung um zehn Länder ein, die im Mai 2004 erfolgte.
Am 1. Januar 2004 trat De Hoop Scheffer das Amt des NATO-Generalsekretärs an. Bei seiner Antrittsrede sah er die zukünftigen Hauptaufgaben des Bündnisses in der Zusammenarbeit mit der Europäischen Union sowie in der Friedenssicherung in Afghanistan. Die NATO führte zu der Zeit die International Security Assistance Force (ISAF) in Afghanistan, die auf ihrem Höhepunkt 130.000 Mann stark war. Während seiner Amtszeit erfolgte im März 2004 die zweite NATO-Osterweiterung um sieben neue Mitgliedstaaten: Bulgarien, Estland, Lettland, Litauen, Rumänien, Slowakei und Slowenien. Zudem beschloss die NATO im April 2008 den Beitritt Albaniens und Kroatiens, der ein Jahr später vollzogen wurde. Im März 2009 begann die NATO ihre Operation Allied Protector gegen somalische Piraten im Indischen Ozean (ab August 2009 Operation Ocean Shield). De Hoop Scheffer wurde am 1. August 2009 vom früheren dänischen Ministerpräsidenten Anders Fogh Rasmussen als Generalsekretär des Verteidigungsbündnisses abgelöst.
Von September 2009 bis 2014 war er Inhaber des nach Pieter Kooijmans benannten Kooijmans-Lehrstuhls für Frieden, Recht und Sicherheit an der Universität Leiden.
De Hoop Scheffer verfügt über ausgezeichnete Deutschkenntnisse.

## Auszeichnungen
- Großkreuz (2009), Offizier (2003), Ritter (2002) des Ordens von Oranien-Nassau
- Großkreuz des Erlöser-Ordens
- Großoffizier des Drei-Sterne-Orden (2004)
- Großkreuz des Sterns von Rumänien (2004)
- Großkreuz des Verdienstordens der Republik Ungarn (2009)
- Großkreuz des Verdienstordens der Italienischen Republik (2009)
- Großkreuz des Verdienstordens der Republik Polen (2009)
- Orden des Weißen Doppelkreuzes 1. Klasse (2009)
- Orden des Marienland-Kreuzes I. Klasse (2009)
- Knight Commander des Order of St. Michael and St. George (2010)
- Staatsminister (Minister van Staat) der Niederlande (2018)